# Kelechi Iheanacho
Kelechi Promise Iheanacho (Imo, 3 de novembre de 1996) és un jugador nigerià de futbol que juga de davanter al Sevilla FC.

## Trajectòria

### Inicis
Començà la seva trajectòria com a jugador a l'escola de futbol Taye Academy, de Nigèria i consolidant-se com un dels jugadors más prometedors del país. Es va donar conèixer internacionalment l'any 2013 gràcies a la seva bona actuació al Campionat Africà Sub-17 i posteriorment a la Copa del Món de futbol sub-17 de 2013, on Nigèria es va acabar imposant a la final contra Mèxic guanyant per 3 a 0 amb gol inclòs d'Iheanacho al minut 56. En total Iheanacho va marcar 6 gols en aquest torneig futbolístic disputat als Emirats Àrabs Units.
L'èxit en aquestes competicions li va obrir les portes internacionals i diferents clubs europeus es varen interessar per ell, tot i que ell tan sols tenia 17 anys. Va ser contractat per jugar amb el Manchester City on hi jugà a partir del 10 de gener del 2014. S'estima que el cost del seu fitxatge rondava les 350.000 lliures.

### Manchester City
Tant bon punt va fitxar pel Manchester City es va incorporar al filial del club anglès. Va jugar 7 partits i va marcar 4 gols en total. A la temporada 2014/2015 Iheanacho va haver d'entrenar amb el Colombus Crew SC dels Estats Units fins a l'octubre perquè encara no li havien concedit el permís de treball.
A la temporada 2015/2016 fou ascendit al primer equip amb el dorsal "72", on hi va debutar el 29 d'agost del 2015 en un partit contra el Watford a l'edat de 18 anys 10 mesos i 25 dies quan va substituir a Raheem Sterling al minut 89 de partit. Va marcar el seu primer gol contra el Cristal Palace el 12 de setembre del 2015 tot i que va entrar com a suplent.

### Leicester City
Iheanacho va signar pel Leicester l'agost de 2017 amb un contracte per cinc anys, per 25 milions de lliures. Va debutar en una derrota per 4–3 contra l'Arsenal FC l'11 d'agost de 2017. Va marcar el seu primer gol per al Leicester en un empat a la Copa de la Lliga contra el Leeds United el 24 d'octubre 2017. El 16 de gener de 2018, Iheanacho va convertir-se en el primer jugador del futbol anglès que aconseguia un gol gràcies al VAR, quan l'àrbitre va considerar que el fora de joc del seu segon gol era incorrecte. Era el segon gol que marcava en la victòria per 2–0 contra el Fleetwood Town al desempat de la tercera ronda de la Copa.

## Estadístiques

### Clubs
A partit jugat el 10 d'agost de 2018
| Club               | Temporada     | Lliga          | Lliga   | Lliga | FA Cup  | FA Cup | Copa de la Lliga | Copa de la Lliga | Europa  | Europa | Altres  | Altres | Total   | Total |
| Club               | Temporada     | Divisió        | Partits | Gols  | Partits | Gols   | Partits          | Gols             | Partits | Gols   | Partits | Gols   | Partits | Gols  |
| ------------------ | ------------- | -------------- | ------- | ----- | ------- | ------ | ---------------- | ---------------- | ------- | ------ | ------- | ------ | ------- | ----- |
| Manchester City FC | 2015–16       | Premier League | 26      | 8     | 3       | 4      | 2                | 2                | 4       | 0      | —       | —      | 35      | 14    |
| Manchester City FC | 2016–17       | Premier League | 20      | 4     | 3       | 1      | 2                | 0                | 4       | 2      | —       | —      | 29      | 7     |
| Manchester City FC | Total         | Total          | 46      | 12    | 6       | 5      | 4                | 2                | 8       | 2      | 0       | 0      | 64      | 21    |
| Leicester City FC  | 2017–18       | Premier League | 21      | 3     | 5       | 4      | 2                | 1                | 0       | 0      | 0       | 0      | 28      | 8     |
| Leicester City FC  | 2018–19       | Premier League | 1       | 0     | 0       | 0      | 0                | 0                | 0       | 0      | —       | —      | 1       | 0     |
| Leicester City FC  | Total         | Total          | 22      | 3     | 5       | 4      | 2                | 12               | 0       | 0      | 0       | 0      | 29      | 8     |
| Total carrera      | Total carrera | Total carrera  | 68      | 15    | 11      | 9      | 6                | 3                | 8       | 2      | 0       | 0      | 93      | 29    |

### Internacional
Actualitzat el 26 de juny de 2018.
| Selecció | Any   | Partits | Gols |
| -------- | ----- | ------- | ---- |
| Nigèria  | 2015  | 1       | 0    |
| Nigèria  | 2016  | 6       | 4    |
| Nigèria  | 2017  | 7       | 4    |
| Nigèria  | 2018  | 6       | 0    |
| Total    | Total | 20      | 8    |